# Kruisdragend wilgensnuitkevertje
Het kruisdragend wilgensnuitkevertje (Archarius crux) is een keversoort uit de familie snuitkevers (Curculionidae). De volwassen kevers leven op wilgen. Het vrouwtje zet een tot acht eieren af in de gallen van Pontania- en Euura-bladwespen. De larven voeden zich met het galweefsel en het ei of larve van de bladwesp. De larve verpopt gedurende twee jaar in de strooisellaag en overwintert als volwassen kever.